# DIVA (museum)
DIVA is een museum voor diamant, zilver en edelsmeedkunst aan de Suikerrui te Antwerpen. Het is een samengaan van het Diamantmuseum en Zilvermuseum Sterckshof die eerder elders in de stad gevestigd waren. De naam DIVA is geen afkorting, maar een associatie met 'diva' (ster).

## Opzet van het museum
Het DIVA is sinds 2018 geopend op de plek waar vroeger het Etnografisch museum en het Volkskundig Museum gevestigd waren. De stad Antwerpen en diamant zijn nauw verbonden. Het nieuwe museum richt zich op het kunsthistorische verhaal, waarbij edelsmeedkunst en diamant voorop staan. Antwerpen als wereldcentrum van diamantbewerking en -handel wordt in een breed perspectief gepresenteerd. Er is ook een commerciële beleving aan gekoppeld.
Het museumbestand, dat uit circa 2500 objecten bestaat, komt van het vroegere diamantmuseum en het voormalige zilvermuseum. De collectie bevat onder meer jonkheer Pierre E. Lundens zilververzameling van 96 stuks die het museum via legaat in 1976 een jaar na zijn overlijden verwierf.
Het museum was tussen 2018 en 2022 opgedeeld in zes zalen met daaraan even zoveel door regisseur Frank Van Laecke bedachte verhalen. Van Laecke wilde met zijn enscenering dat historische en hedendaagse verhalen rond diamant tot leven komen. Tijdens de tijdelijke sluiting in 2022 omwille van verbouwingswerken werd de vaste expo vernieuwd en kreeg er een zevende zaal bij.  
De zeven zalen zijn opgedeeld volgens thema: de Grondstoffenzaal, de Kluis, het Boudoir, de Eetkamer, de Handelskamer, het Atelier en tot slot de Wonderkamer. De bezoeker kan meer dan 650 collectiestukken aanschouwen.
Twintig elementen uit de collectie werden door de Vlaamse overheid erkend als Topstuk. 

## Enkele gegevens
Tussen 2018 en 2022 was het interieurontwerp van de eerste kamer van de hand van Gert Voorjans, terwijl decorontwerpster Carla Janssen Höfelt de ontwerpen voor de vijf andere museale ruimten verzorgde. Het geheel kostte 20 miljoen euro, ingebracht door onder andere de stad Antwerpen en Toerisme Vlaanderen. Een belangrijk deel van deze som ging naar de beveiliging. In maart 2022 sloot DIVA tijdelijk de deuren voor een aantal ingrijpende renovatiewerken. Zo werden de daken gerenoveerd conform de Vlaamse regelgeving en werden in één adem ook de gevel en de glas-in-loodramen gerestaureerd.
Na 2018 was DIVA niet meer onderdeel van de Provincie Antwerpen, maar werd het met het ModeMuseum Antwerpen en het Fotomuseum Antwerpen ondergebracht in De Museumstichting. Sinds 2021 zijn de 3 musea opgenomen in de stedelijke musea van de stad Antwerpen. Curator is Catherine Regout.

## Aansluitende infrastructuur
In het DIVA bevindt zich een documentatiecentrum met 23.000 publicaties met een onderzoeksafdeling en een restauratielabo. Naast een museumshop zijn er ruimten voorzien voor tijdelijke tentoonstellingen en lezingen. In de aangrenzende ruimten kunnen er creatieve workshops rond edelsmeedkunst worden gegeven. Er is een educatieve werking uitgebouwd met onder meer voor kinderen tot 12 jaar een uitgestippeld parcours met gerichte opdrachten. Interactieve schermen bieden er achtergrondinformatie.
Het binnenplein is een groene ontmoetingsplaats voor de buurt waar DIVA extra evenementen organiseert.

## Topstukkenuit de collectie

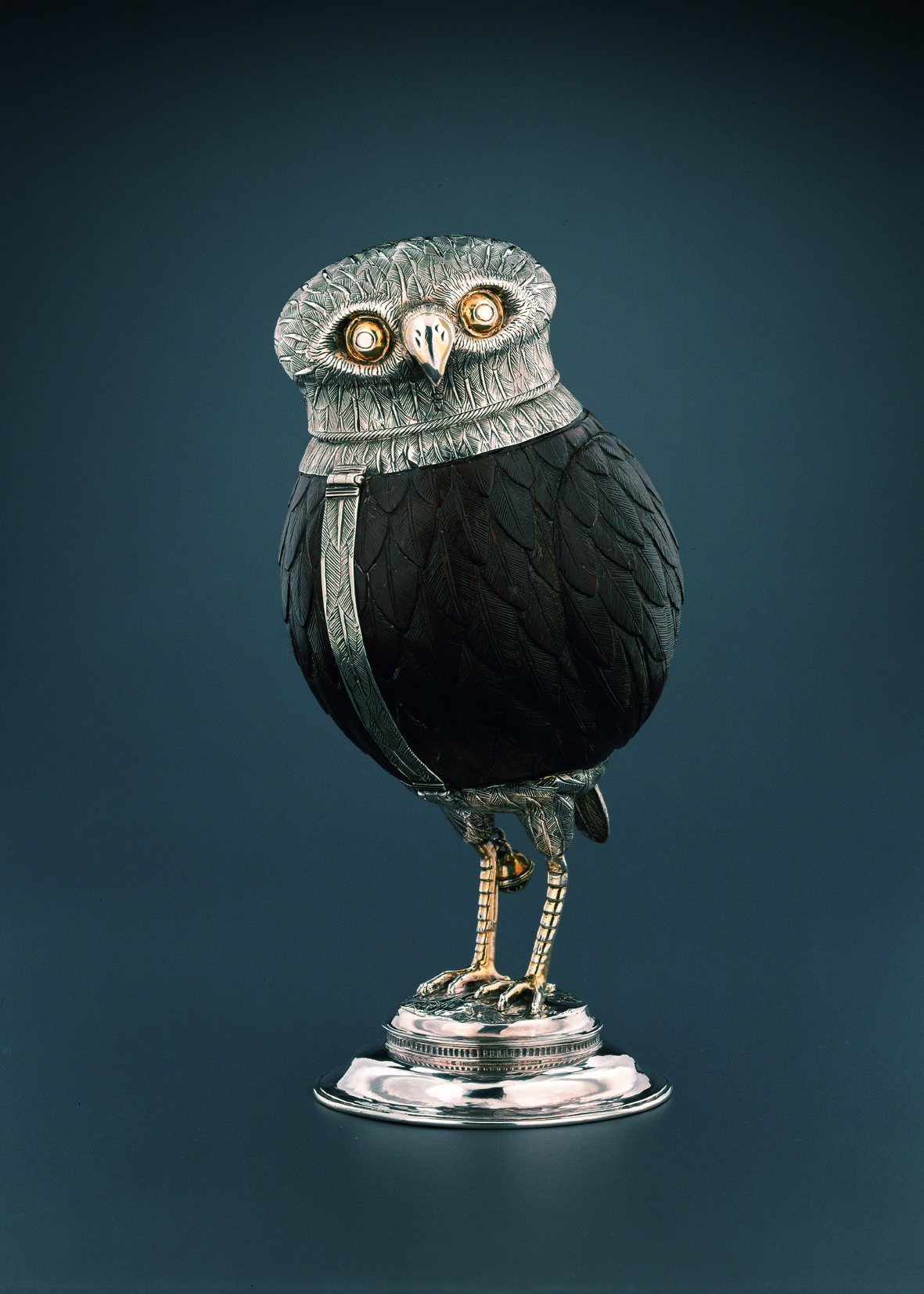
Meester met Pelikaan, Antwerps uiltje, Koning Boudewijnstichting (foto: Hughes Dubois)
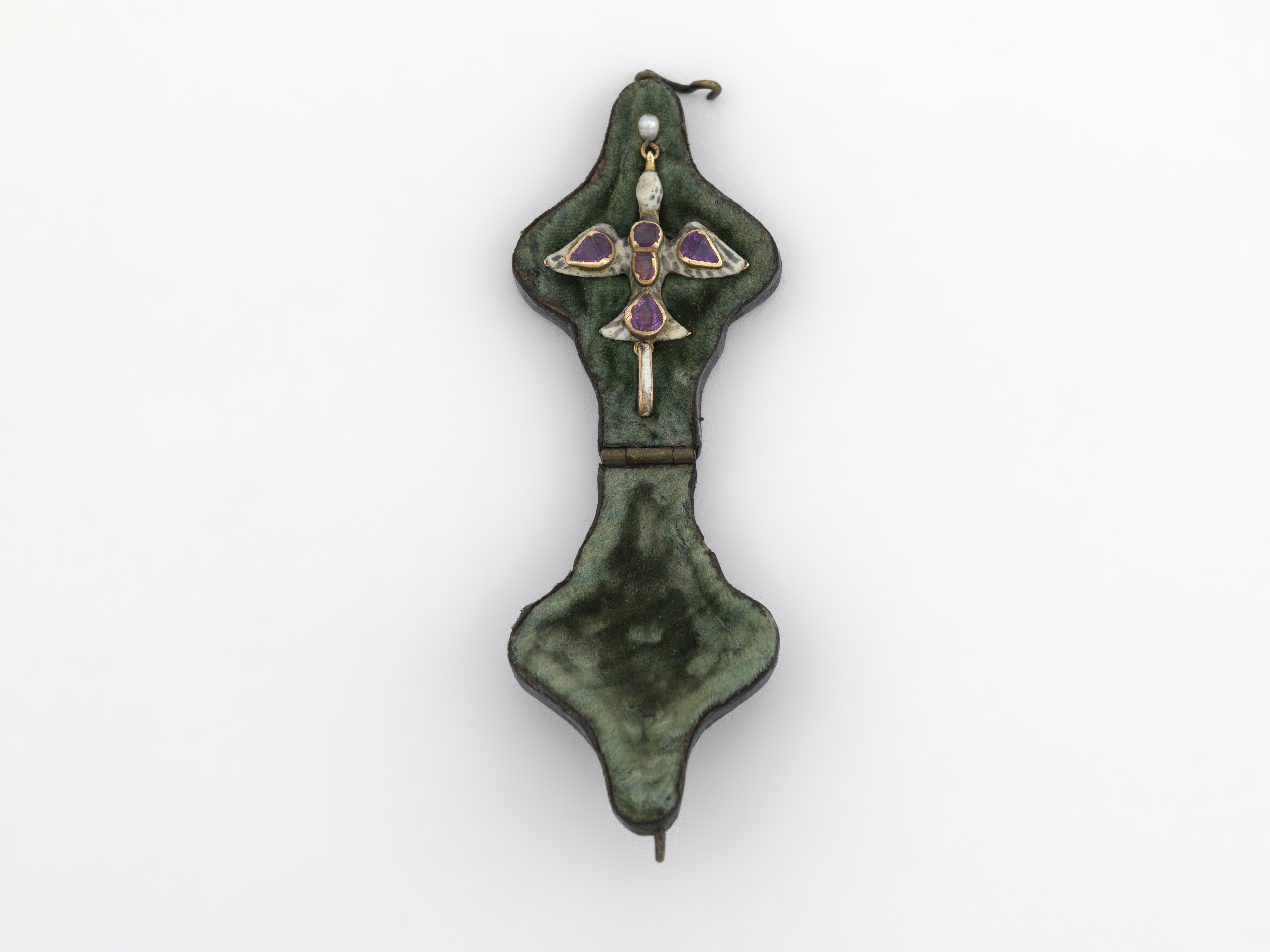
Heilige Geesthanger in etui, Vlaanderen, Collectie Stad Antwerpen, DIVA, S2014/4
Zilveren toiletspiegel van de familie van Susteren, Lambertus Joannes Hannocet, Antwerpen, Collectie Stad Antwerpen, DIVA, S2020/34
Terracottamodel voor een ampullenblad, Artus Quellinus de Jonge, Antwerpen, bruikleen Archeologische dienst stad Antwerpen, B504/57
Bierpul, Brussel, Collectie Stad Antwerpen, DIVA, S2020/30
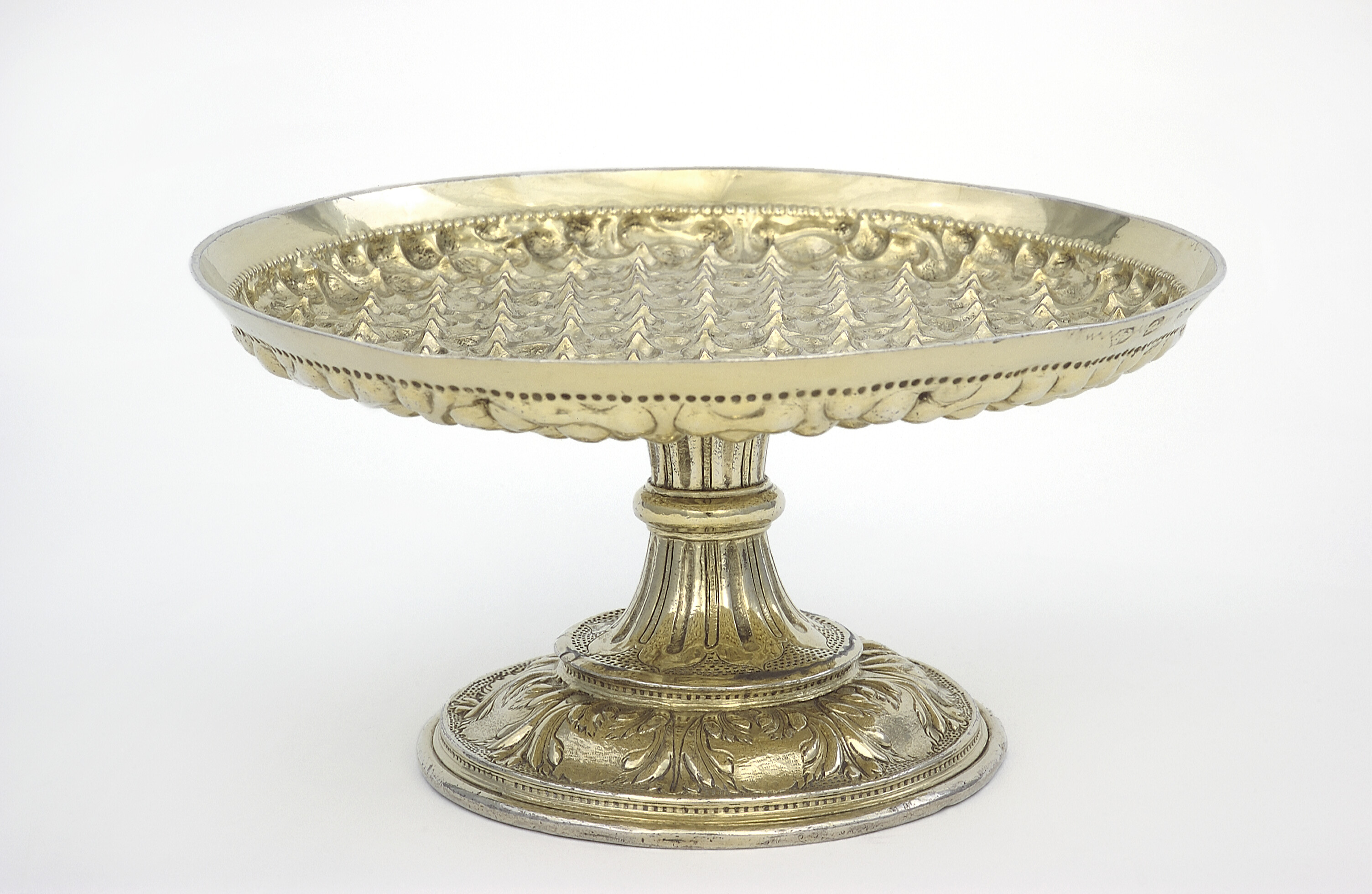
Tazza, Antwerpen, Collectie Stad Antwerpen, DIVA, S79/356
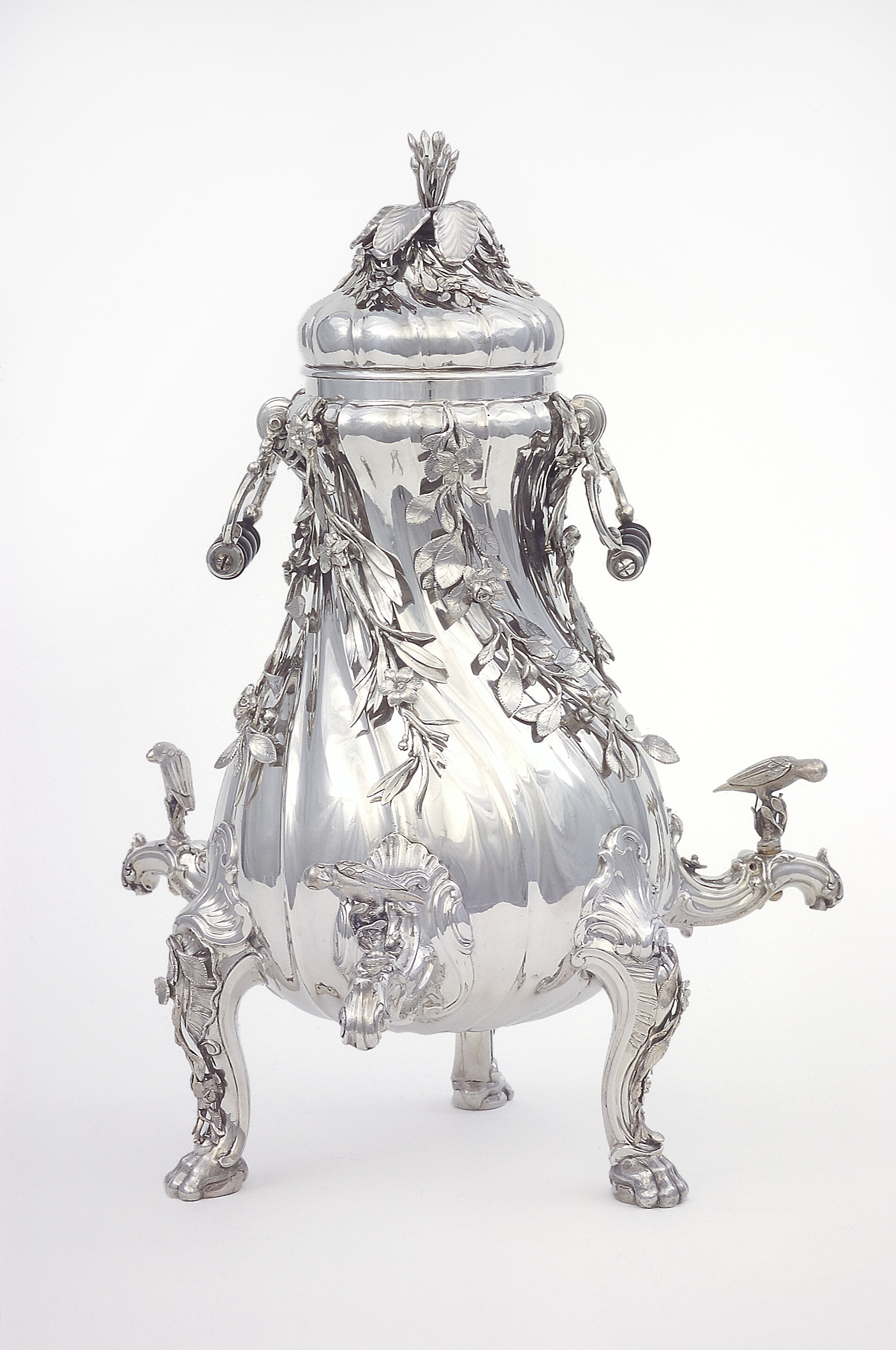
Driekraantjeskan, Jan Baptist Cassé, Antwerpen, Collectie Stad Antwerpen, DIVA, S62/65
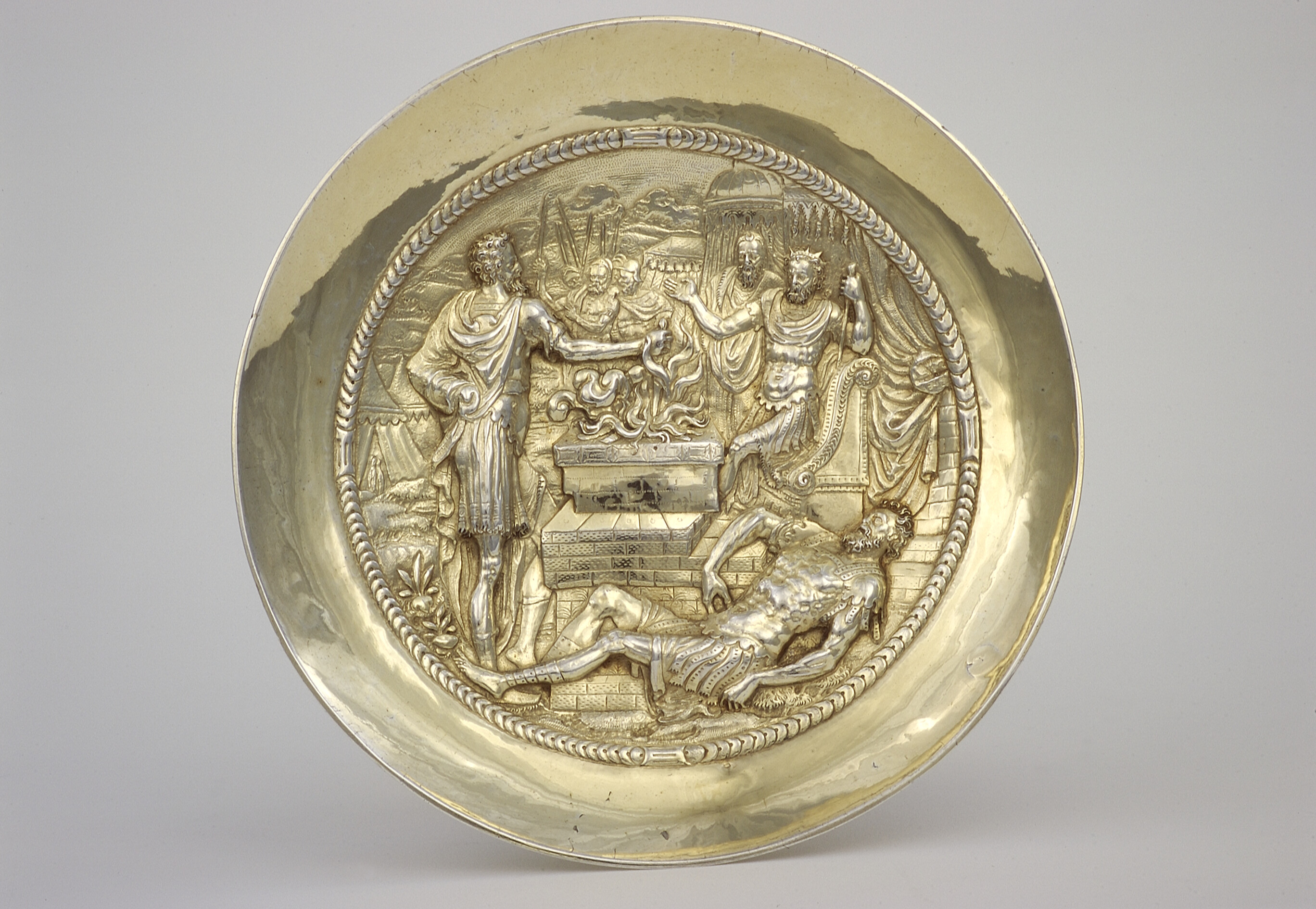
Tazza met reliëfmedaillon Mucius Scaevola, Anthoni Beijs, Antwerpen, Collectie Stad Antwerpen, DIVA, S60/120
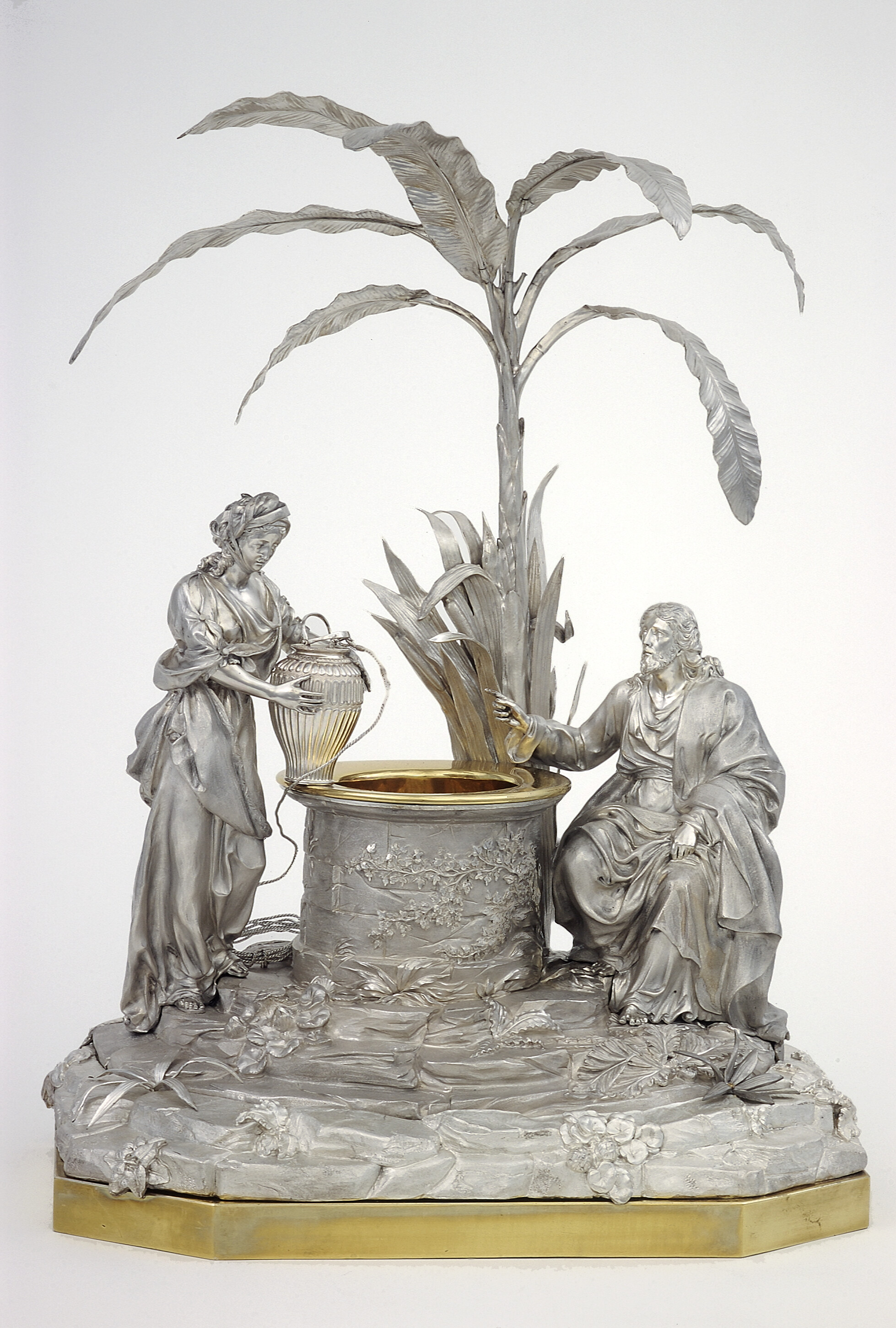
Wijwatervat Christus en de Samaritaanse vrouw bij de waterput, Jan Pieter Antoon Verschuylen, Antwerpen, Collectie Stad Antwerpen, DIVA, S69/51
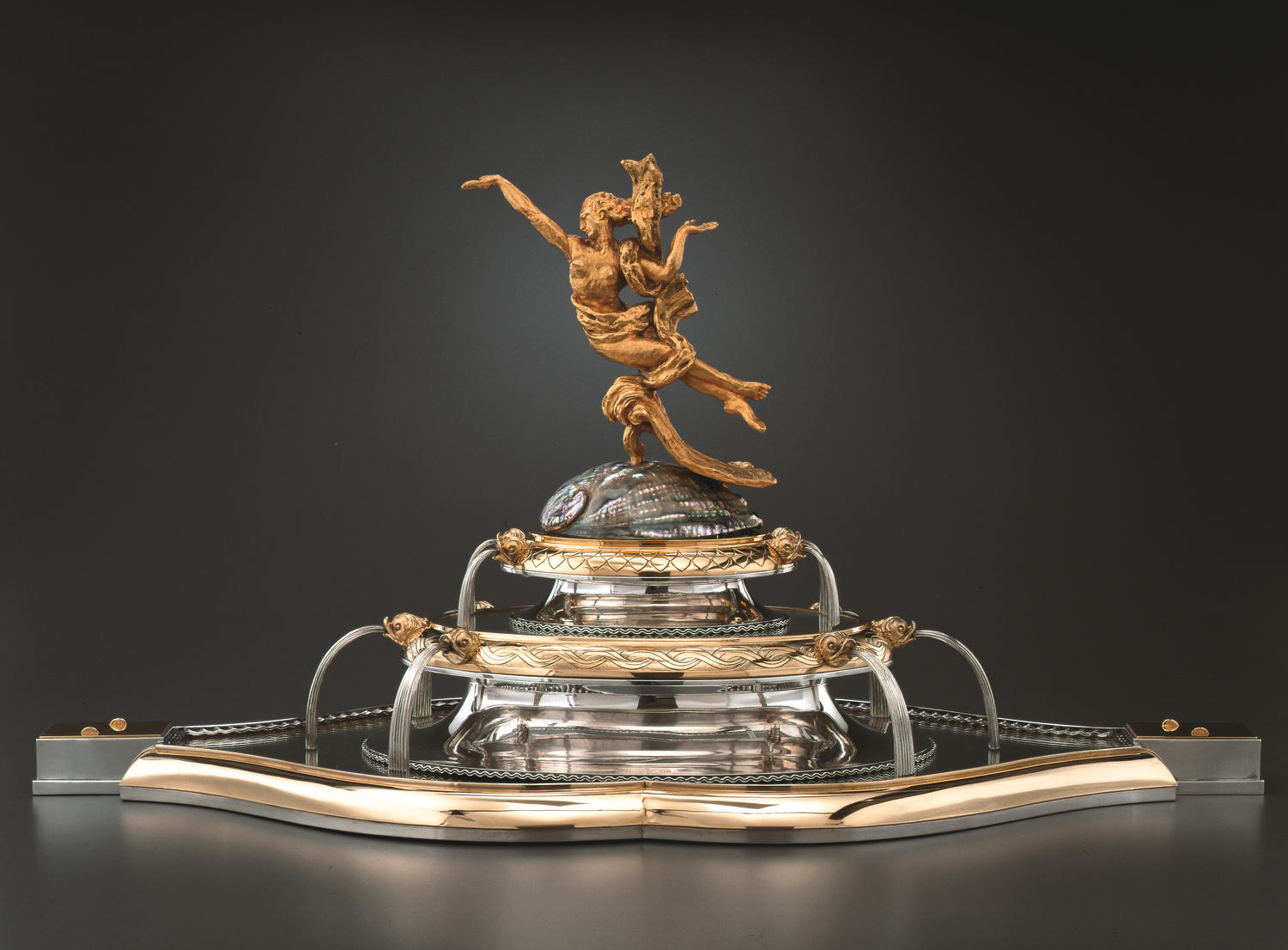
Marcel Wolfers, Ondine (1958), Koning Boudewijnstichting (foto: Hughes Dubois)
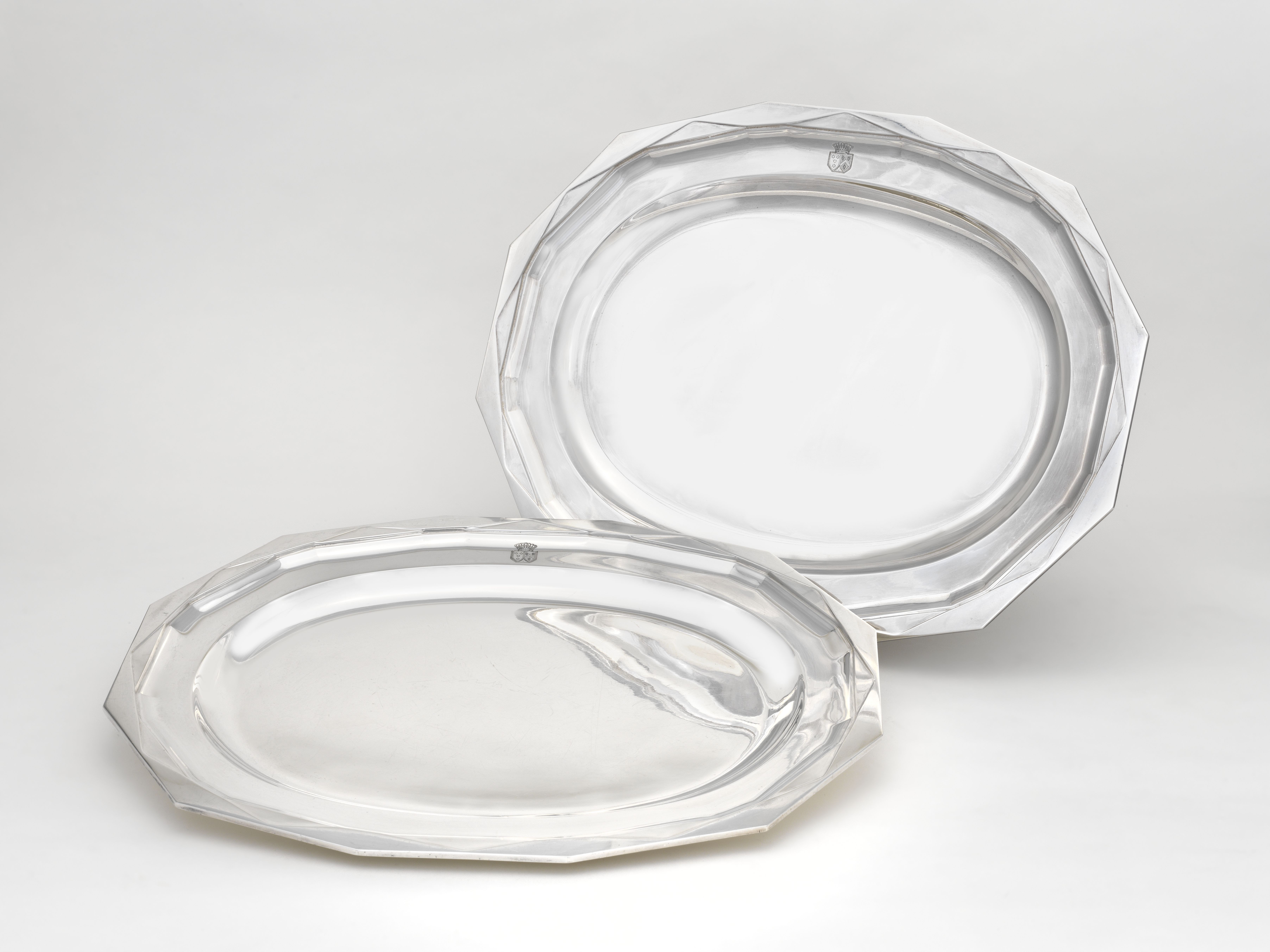
Twee ovale schotels Gioconda, Philippe Wolfers voor Wolfers Frères, Collectie Stad Antwerpen, DIVA, S96/33
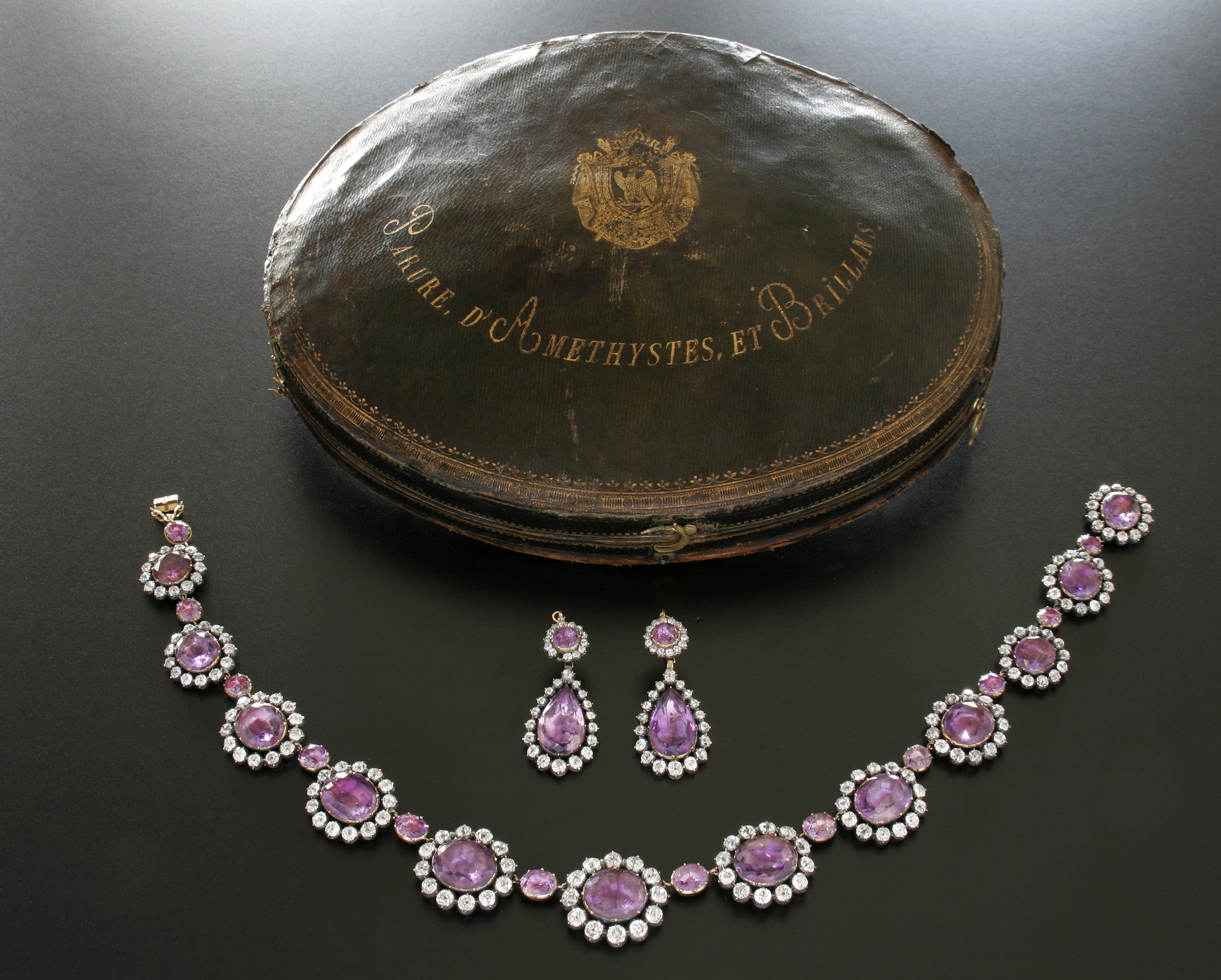
Parure Vilain XIIII met etui, Parijs, bruikleen kerkfabriek Bazel, B560/1
Toiletset, Franciscus T’Serstevens, Cornelius II van Eesbeeck, Daniel Pijlemans en Meester met zeilschip, Brussel, bruikleen Collectie Vlaamse Gemeenschap, B501/3
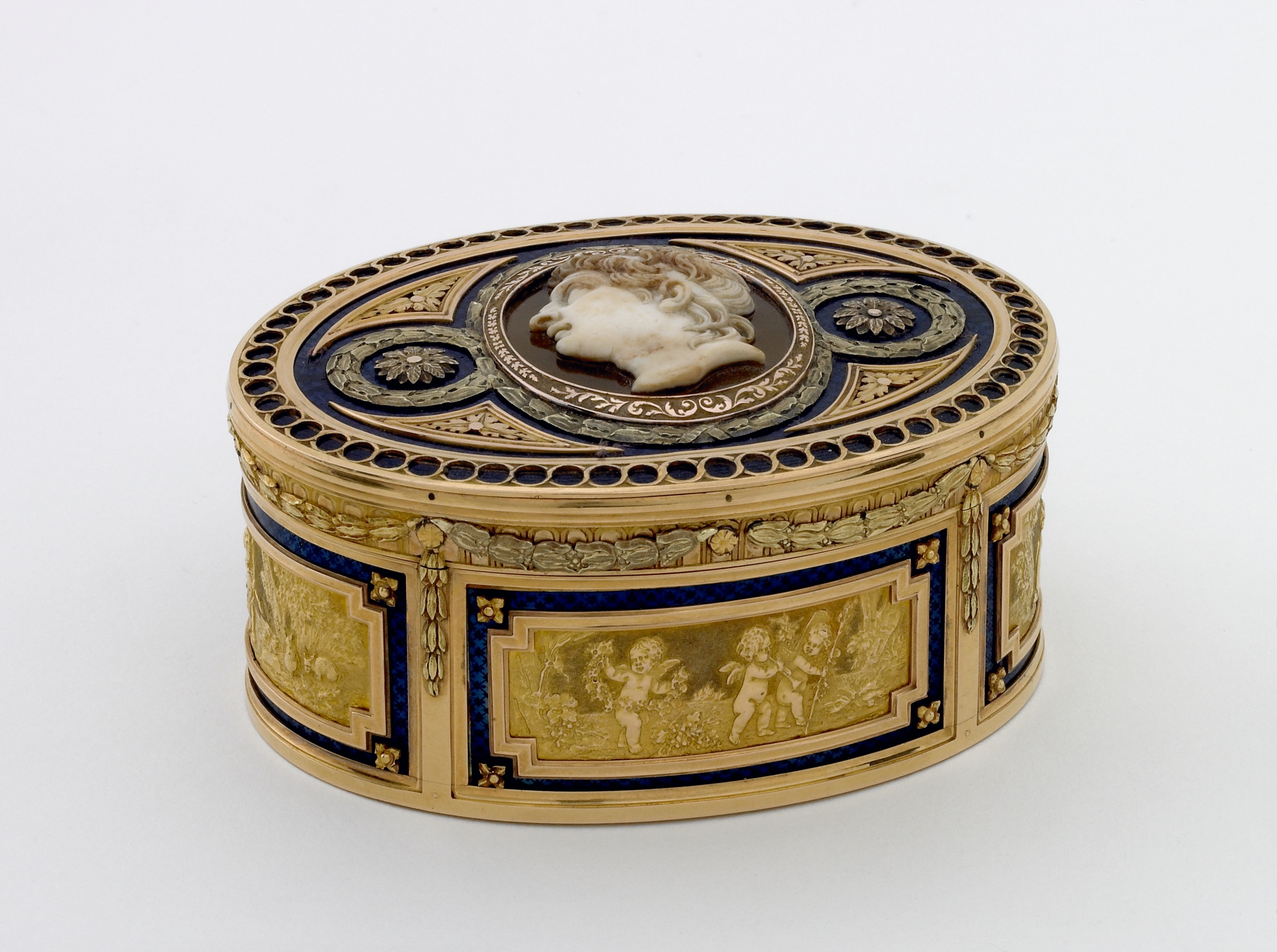
Snuifdoos, Robert-Jacques Auguste, Parijs, bruikleen Collectie Smidt van Gelder, Sm.1221
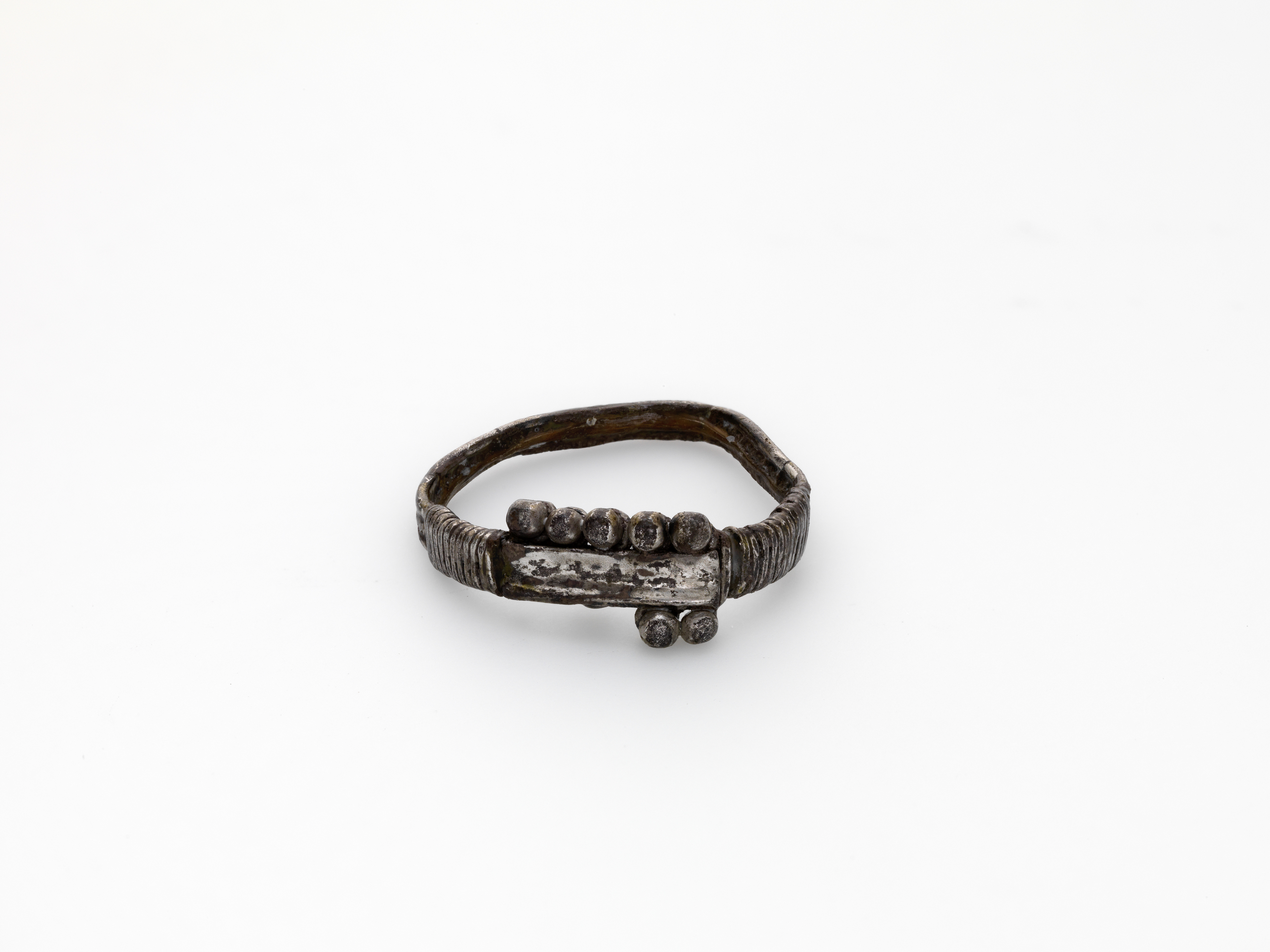
Romeinse ring, België, bruikleen Provincie Antwerpen, B514/1

## Vaste tentoonstellingen
- 2018-2023: A Brilliant Story